# فيكي شيران
فيكي شيران (بالعبرية: ויקי שירן، 28 فبراير 1947 - 15 مارس 2004)، باحثة إسرائيلية في علم الجريمة، عالمة اجتماع، شاعرة، مخرجة سينمائية وشخصية إعلامية. كانت زعيمة حركة تشجع للوعي اليهودي المزراحي في إسرائيل. دافعت عن المساواة في الحقوق ولعبت دورًا رئيسيًا في الكفاح من أجل تقدم المزراحيم (اليهود الذين ينتمون إلى دول عربية أو إسلامية). كانت من المؤسسين للائتلاف المزراحي الديمقراطي والمجموعة النسوية «أختي»، وتعتبر واحدة من الأمهات المؤسسات للحركة النسوية المزراحية.

## حياتها المبكرة
ولدت فيكتورين «فيكي» بنت ناتان في القاهرة، والداها هما سالفو وفورتونا بن ناتان. حصل سالفو الذي أصله من الإسكندرية على شهادة محاسبة، لكنه عمل في مصنع للنسيج. هاجرت العائلة مع شقيقتيها أوديت (مواليد 1944) وفيرجان (مواليد 1950) إلى إسرائيل عام 1951، عندما كانت في الرابعة من عمرها. وُلد أخوها عوزي هناك عام 1956. أمضت طفولتها في حي هاتيكفا (الأمل بالعبرية) في تل أبيب. فقد والدها وظيفته عام 1960 في فترة الركود الاقتصادي، واضطرت إلى ترك المدرسة في سن 13 عامًا، والعمل للمساعدة في إعالة أسرتها. أكملت امتحانات الشهادة الثانوية العامة في سن 17، بفضل التحاقها بالمدرسة الليلية.
تزوجت عام 1974 من حاييم شيران (شاكران)، مخرج أفلام أصله من مكناس، المغرب، وأنجبا ابنتين.

## الحياة الأكاديمية
حصلت شيران على درجة البكالوريوس في الأدب والتاريخ وعلم الإجرام، وماجستير في علم الإجرام من جامعة تل أبيب.
وفي عام 1991، حصلت على درجة الماجستير وشهادة الدكتوراه في كلية جون جاي للعدالة الجنائية بجامعة نيويورك، كانت أطروحتها للدكتوراه بعنوان «الفساد السياسي - قوة اللعبة: قضية إسرائيل». كانت الأطروحة مبنية على الأبحاث الأرشيفية والقانونية والإعلامية والتعامل مع الفساد في السياسة الإسرائيلية والتمييز ضد السياسيين المزراحيين. حللت شيران قضايا بارزة من الفساد السياسي وجريمة ذوي الياقات البيضاء في إسرائيل بين عامي 1948 و 1988. ووفقاً لتحليل شيران، تميل الأنظمة السياسية والقانونية إلى معاقبة السياسيين المزراحيين والسياسيين العرب الذين ينتمون إلى أحزاب صغيرة بشدة، بينما تميل إلى ضبط النفس تجاه أو حتى تجاهل تصرفات السياسيين المقربين من الحكم المهيمن.
في التسعينيات، درّست علم الإجرام والنوع الاجتماعي (الجندر) في كلية بيت بيرل الأكاديمية، كما درّست في قسم القانون وعلم الجريمة في الجامعة العبرية في القدس. أسست عام 2003 برنامج دراسات المرأة والنوع الاجتماعي في بيت بيرل وعُينت أول رئيسة له.

## نشاطها المزراحي
كانت شيران ناشطة بارزة ضد جميع أشكال اضطهاد حقوق الإنسان في إسرائيل. ووضعت بصمتها في ثلاثة مجالات رئيسية هي: الصراع من أجل السلام الإسرائيلي الفلسطيني، والحركة النسائية، وحقوق المزراحيم.
غالبًا ما أعربت عن نفسها بطرق اعتبرها البعض استفزازية، فقالت مثلًا: «كل شخص يعيش في حي تعيس يعني أن الدولة قد خانته، ببساطة... لأن في المجتمع الإسرائيلي لا يوجد مساواة، عدم المساواة ليس فقط وفقًا للطبقة، بل وفقًا أيضًا للون».
انخرطت شيران مع المنظمات اليسارية في إسرائيل وغالبًا ما احتجت على احتلال الأراضي الفلسطينية وأعربت عن دعمها لإقامة دولة فلسطينية. أصبحت ناشطة في المنظمات المزراحية، وكافحت ضد الاحتلال منذ عام 1970، بما في ذلك قوس قزح المزراحي الديمقراطي والشرق إلى السلام. شاركت في العديد من مؤتمرات ومظاهرات السلام في إسرائيل وأوروبا.
وكمناصرة للمرأة، كانت شيران أحد مؤسسي مجموعة النساء المزراحيات، التي أُنشئت لتنشط الخطاب النسوي العام في إسرائيل، وفي ضوء ما رأته من فشل في الموجة النسوية الثانية قالت: «من الممكن أن ذلك بسبب بقاء الحركة النسائية الإسرائيلية منعزلة عن القضايا الاجتماعية، وحتى تجاهلها، فقد بقيت كزهرة حائط في الخطاب العام».   أصبحت هذه المجموعة عام 1999 الحركة النسوية المزراحية «أختي» للمرأة في إسرائيل، والتي عززت العدالة الاقتصادية والاجتماعية والثقافية، والتضامن مع النساء ذوات المركز الاجتماعي والاقتصادي المنخفض في إسرائيل.
بدأت شيران نشاطها المزراحي في شبابها في حي هاتيكفا: أولاً، كشخصية بارزة في حركات الاحتجاج الاجتماعي الشبابية المزراحية، وخلال فترة السبعينيات والثمانينيات في حركة الفهود السود، المواطنون لأجل الجوار، والجبهة الشرقية، وغيرها الكثير. أدارت المسرح العام في يافا منذ 1969 حتى 1975. في عام 1981 بدأت مؤتمر «إسرائيل - هذا أنا!»، مناقشةً الخلافات بين المؤسسة الأشكنازية والمزراحية والمواطنين الفلسطينيين والإسرائيليين في إسرائيل علنًا لأول مرة. ودفعها ذلك إلى تأسيس «مرحلة الاتجاه الجديد» في حي هاتيكفا الفقير، حيث دعت هي وأصدقاؤها النشطاء السياسيين الأشكناز والشخصيات العامة ليستمعوا إلى انتقاداتهم للتداخل بين الانقسامات العرقية والطبقية في إسرائيل.
في أوائل ثمانينيات القرن الماضي، ترأست حركة «تسالاش» (الصهيونية للمساواة)، والتي كان من أعضائها دانييل بن سيمون وعالم الاجتماع سامي سموحة. تقدمت الحركة بطلب إلى محكمة العدل العليا ضد هيئة الإذاعة الإسرائيلية. ادعت الدعوى أن المسلسل التاريخي «عمود النار» يتجاهل وجود المزراحيم وينفي دورهم في بناء الأمة. طالبت شيران بحظر المسلسل حتى تصحيح هذا التحيز. رفضت محكمة العدل العليا ادعاء شيران، لكن الحكم المعروف باسم «دعوة شيران» أصبح علامة فارقة في النضال المزراحي ضد التمييز في إسرائيل.
انضمت عام 1981 إلى حركة تامي (الحركة التقليدية لإسرائيل)، وهو حزب سياسي يعارض المجتمع المزراحي الديني التقليدي، وكان يرأسه أهارون أبوحصيرة. أصبحت شيران الناطقة الرسمية للحزب. في عام 1996، كانت أحد مؤسسي تحالف قوس قزح الديمقراطي المزراحي، وهي حركة ناضلت من أجل العدالة الاجتماعية والاقتصادية والثقافية. في عام 2003 فازت شيران مع نشطاء آخرين من تحالف قوس قزح المزراحي الديمقراطي بدعوى في محكمة العدل العليا ضد إدارة الأراضي الإسرائيلية فيما يتعلق بالإسكان العادل والتوزيع العادل للأراضي.
ترشحت عام 1983 لمنصب عمدة تل أبيب- يافا كجزء من قائمة تامي، لكنها حصلت على 1.6 % فقط من الأصوات، بينما حصلت القائمة على نسبة 1.9% من الأصوات ولم تدخل مجلس المدينة.

## النسوية المزراحية
تعتبر شيران واحدة من «الأمهات المؤسسات» للنسوية المزراحية، وأول شخصية عامة للحركة.
يعتبر منشأ الحركة النسوية المزراحية (الحركة النسوية التي تتعامل مع نقطة تقاطع محددة لاضطهاد النساء المزراحيات) من المؤتمر النسوي العاشر الذي عقد في جفعات هافيفا في عام 1994. في ذلك الوقت، كانت النساء المزراحيات في الحركة النسوية يناضلن من أجل الاعتراف بقضاياهن وإدراجهن في أجندة النسوية، وكذلك من أجل التمثيل في منظمات صنع القرار الرئيسية ومراكز السلطة في الحركة. تم استيراد النسوية الإسرائيلية على الأغلب من الولايات المتحدة في السبعينيات والثمانينيات، وتم تبنيها بشكل رئيسي من قبل المجموعة المهيمنة المكونة من النساء اليهود الأشكناز البيض في إسرائيل. كانت هناك مقاومة كبيرة لفكرة أن القضايا التي تواجه المرأة ليست عالمية، وشعرت النساء المزراحيات أنهن غير مسموعات ومهمشات داخل الحركة النسوية التي ادعت أنها تمثلهن.
عندما أصبح من الواضح أن الأجندة والمواضيع لن يتم تعديلها في المؤتمر حسب احتياجاتهن، بدأت العديد من النساء المزراحيات -بما فيهن شيران وإيلا شحات وتيكفا ليفي وميرا إليعزر وهنرييت دهان كاليف ونيتا أمار وغيرهن- بالعمل على «أخذ الميكرفون» في المؤتمر. هذه المرة، اختاروا بوعي خطة عمل تضمن طرح قضاياهن وعدم تجاهلهم، حتى على حساب المواجهة المفتوحة مع النسويات الأشكناز.   انخرطت النسويات المزراحيات في احتجاج غاضب في هذا الحدث، واقتحمن المسرح خلال النقاش الأيديولوجي، متهمين النسويات الأشكناز بالعنصرية والقمع والإقصاء، وبدأن يسردن ويصفن تجاربهن كونهن مزراحيم في إسرائيل. من بين قصصهن، سردت النساء كيف أخذت أسماؤهن منهن وغُيرت إلى أسماء إسرائيلية عند وصولهن إلى إسرائيل، والمعاملة المهينة والعنصرية التي كانت وما زالت مستوطنة في المجتمع والمؤسسات الإسرائيلية، والمواقف التي تضغط عليهن أو تجبرهن على الإنكار والتخلي عن ثقافتهن العربية ولغاتهن الأصلية من أجل الاندماج في المجتمع الإسرائيلي.
عُرقلت المناقشة الأصلية المخطط لها للمساء بالكامل، واستبعدت بسبب معركة مفتوحة بين المشاركين، الذين انقسموا حسب مواقفهم بشأن قضية المزراحيم. رفضت النساء الأشكنازيات بشدة الادعاءات بأنهن شريكات في اضطهاد النسويات المزراحيات وادعين أن القضية العرقية لا صلة لها بالحركة النسوية وأنه قد عفا عليها الزمن. ومن ناحية أخرى، اتهمت النساء المزراحيات النساء الأشكنازيات بإسكاتهن، وبالتعامي عن التقاطعات بين الهوية الجنسية والعرقية والطبقية للنساء المزراحيات ومطالبتهن بالاعتراف الأشكنازي بأن النضال المزراحي والنضال العرقي يؤثران أيضًا على حياة النساء ويجب دمجهن مباشرةً في النضال النسوي الإسرائيلي.
بعد المؤتمر، ورفض النسويات الأشكنازيات الاعتراف بمطالب النسويات المزراحيات، شعرت بعض النساء المزرحيات أنه ليس لديهن خيار سوى فصل أنفسهن عن الحركة النسوية والتصرف بشكل مستقل. قاموا بتنظيم أول مؤتمر نسائي مزراحي في عام 1996، والذي تناول تاريخ اضطهاد المزراحين في إسرائيل. أصبحت شيران واحدة من الواضعين الأساسيين للنظرية المزراحية النسوية وكانت قائدة في تماسك المجموعة في حركة مستقلة بقوة. وشاركت أيضًا في الأنشطة النسائية الشعبية. كانت واحدة من مؤسسي «أختي، للنساء في إسرائيل»، وهي حركة نسائية مزراحية تأسست في عام 1999. بدأت بتعزيز حقوق العمل للنساء من الطبقات المضطهدة في إسرائيل، ثم توسعت لتشمل مجالات أخرى مختلفة، كتسليط الضوء على إبداعات المرأة ونشرها، والتجارة العادلة، وإنشاء منزل أختي، والذي يعمل كمركز اجتماعي ومعرض ومقر نشاط وأكثر من ذلك. كانت أحد القواد البارزين في الحملة ضد المواد الإباحية في وسائل الإعلام، وكان آخر إنجاز لها كناشطة قبل وفاتها هو حملة تشريعية ناجحة، وقد فقدت دعوى قضائية أمام المحكمة ضد بث المواد الإباحية على التلفزيون العام.
وضعت شيران مبدأ «الأرباع» للتمثيل، والذي يقضي بضرورة تقسيم الموارد دائمًا بالتساوي بين النساء الإسرائيليات (الفلسطينيات والمزراحيات والأشكنازيات والمثليات). ويطبق هذا المبدأ أيضًا على التمثيل المؤسسي، مثل تشكيل اللجان، المؤتمرات والهيئات.

## النشاط الإعلامي
كانت شيران عضوًا في مجلس إدارة هيئة الإذاعة الإسرائيلية (2000 - 2004)، عضوًا في الهيئة الثانية للتلفزيون والإذاعة ومديرة شركة أخبار القناة الثانية (2000-2004) وعضو مجلس إدارة دار نشرAm Oved  (2001–2004).
أصبحت شيران شخصية إعلامية معروفة، ظهرت بشكل مكثف على شاشات التلفزيون والإذاعة وفي الأخبار، وهي تروج للقضايا الاجتماعية التي عملت عليها. نشرت مئات المقالات في يديعوت أحرونوت وصحف أخرى. وأصرت في المقابلات التي أجرتها على مبدأ التمثيل المتساوي للنساء والفئات المهمشة الأخرى في وسائل الإعلام. كانت حملتها الأخيرة مع «تحالف النساء ضد المواد الإباحية»، التي ناضلت ضد البث الإباحي على القنوات التلفزيونية الإسرائيلية.
وقالت زاميرا رون من أختي: "لقد كانت أسطورة، كان الجميع يعرفون سياساتها، لكن سياساتها كانت ذات صلة بالسياق الإنساني فقط. كانت تريدنا دائمًا الذهاب إلى الأحياء البائسة، والبحث عن النساء والرجال في الأربعينيات من العمر الذين لم تتح لهم الفرصة الذهاب إلى المدرسة مطلقًا، وإقناعهم بالعودة والحصول على تعليم أعلى، لقد تحدثت إليهم كصديق، واحدًا تلو الآخر، ببساطة وبنفس المستوى.
كتبت شيران سيناريو تمثال الملح (1981)، من إنتاج تلفزيون إسرائيل التعليمي، الذي فاز بجائزة اليونسكو الدولية وجائزة ديفيد هارب الإسرائيلية المرموقة.

## وفاتها
في عام 1997، تم تشخيص فيكي شيران بسرطان الثدي. لكن على الرغم من مرضها، استمرت باستثمار جميع مواهبها ومواردها في تعزيز الرعاية الثقافية والعامة.
في بداية عام 2004، تدهورت صحتها. توفيت في 15 مارس 2004 ودُفنت في المقبرة المدنية في كيبوتس اينات.
في عام 2005، أي بعد حوالي عام من وفاتها، صدر كتاب شِعرها بعنوان «كسر الجدار» نشرته Am Oved.
نُشر كتاب «أختي، السياسة النسائية المزراحية»، في عام 2007، وهو مكرس لذكراها.
مُنحت جائزة فيكي شيران لأفضل فيلم وثائقي في مهرجان رحوفوت الدولي للأفلام النسائية، حتى اختتام المهرجان عام 2014.
في عام 2013، أخرج إسحاق حالوتي فيلم «كسر الجدار»، الذي تناول قصة حياة شيران.